# Austrian Open 2024
Die Austrian Open 2024 fanden vom 23. bis zum 26. Mai 2024 in Graz statt. Es war die 53. Austragung dieser offenen internationalen Meisterschaften von Österreich im Badminton.

## Sieger und Platzierte
| Disziplin    | Gold                                                  | Silber                                           | Bronze                                      |
| ------------ | ----------------------------------------------------- | ------------------------------------------------ | ------------------------------------------- |
| Herreneinzel | Prahdiska Bagas Shujiwo                               | Aria Dinata                                      | Subhankar Dey                               |
| Herreneinzel | Prahdiska Bagas Shujiwo                               | Aria Dinata                                      | Victor Ørding Kauffmann                     |
| Dameneinzel  | Deswanti Hujansih Nurtertiati                         | Chiara Marvella Handoyo                          | Kyla Legiana Agatha                         |
| Dameneinzel  | Deswanti Hujansih Nurtertiati                         | Chiara Marvella Handoyo                          | Siti Zulaikha                               |
| Herrendoppel | Daniel Edgar Marvino Christopher David Wijaya         | Muh Putra Erwiansyah Teges Satriaji Cahyo Hutomo | Rory Easton Alex Green                      |
| Herrendoppel | Daniel Edgar Marvino Christopher David Wijaya         | Muh Putra Erwiansyah Teges Satriaji Cahyo Hutomo | Kang Khai Xing Aaron Tai                    |
| Damendoppel  | Arlya Nabila Thesa Munggaran Az Zahra Ditya Ramadhani | Yan Fei-chen Liang Ching-sun                     | Siti Sarah Azzahra Agnia Sri Rahayu         |
| Damendoppel  | Arlya Nabila Thesa Munggaran Az Zahra Ditya Ramadhani | Yan Fei-chen Liang Ching-sun                     | Agathe Cuevas Kathell Desmots-Chacun        |
| Mixed        | Marwan Faza Felisha Alberta Nathaniel Pasaribu        | Amri Syahnawi Indah Cahya Sari Jamil             | Rory Easton Lizzie Tolman                   |
| Mixed        | Marwan Faza Felisha Alberta Nathaniel Pasaribu        | Amri Syahnawi Indah Cahya Sari Jamil             | Verrell Yustin Mulia Priskila Venus Elsadai |